# سیدآباد (طالقان)
سیدآباد روستایی از توابع بخش مرکزی شهرستان طالقان در استان البرز ایران است.

## جمعیت
این روستا در دهستان میان طالقان قرار دارد و براساس سرشماری مرکز آمار ایران در سال ۱۳۸۵، جمعیت آن ۹۴۹ نفر (۲۳۳خانوار) بوده‌است.

## زبان
مردم این روستا و حسنجون به تاتی طالقانی سخن میگویند